# Impedancia de carga
Componente que demanda corriente o potencia de un circuito eléctrico. Normalmente se ubica en paralelo con el terminal de salida del circuito, por lo que la impedancia de carga queda en paralelo con la impedancia de salida del circuito, cambiando los valores de tensión y corriente suministradas. Cuanto menor sea el valor de la impedancia de carga, mayor corriente demanda este del circuito eléctrico, llevándolo a su máxima capacidad de funcionamiento. Por lo tanto, se recomienda el ajuste de impedancias para el adecuado funcionamiento del circuito. Si la impedancia de carga es igual a la impedancia de salida, se presenta un Acople de Impedancias, por lo que la transferencia de corriente es máxima e igual para ambos elementos.
- Datos: Q5914415